# 沙风
沙风（1918年—2013年12月25日），原名吕济人，男，浙江新昌人，中华人民共和国政治人物，中国人民解放军少将，曾任农业部部长。

## 生平
1937年，求学于陕北公学、抗日军政大学。随后担任热河第一游击队参谋，豫皖苏边保安司令部萧县抗敌总队第五营营长等职位。1940年后，担任八路军苏皖纵队第一团副团长、第五纵队3支队7团副团长。次年升任新四军第三师9旅25团副团长、团长。此后，相继担任新四军第四师9旅作战科科长、师参谋处处长等职位。第二次国共内战期间，担任山东野战军第2纵队第9旅团长、华东军区、苏北兵团第2纵队6师参谋长、华东野战军第2纵队5师、第三野战军第7兵团21军62师副师长等职。
中华人民共和国成立后，他担任华东特种兵纵队战车师副师长，坦克第2师师长。1952年3月起，先后任装甲兵技术部部长、第一坦克学校副校长、装甲兵工程学院副院长、院长，获二级独立自由勋章、二级解放勋章。1968年任国务院农林部革命委员会主任、农林部部长。1977年，他返回军队，继任装甲兵副司令员兼参谋长等职。
2013年12月25日去世。